# Maaria Roth
Maaria Roth (13 juni 1997) is een voetbalspeelster uit Finland. Ze speelt als verdediger voor HJK Helsinki in de Kansallinen Liiga.

## Clubcarrière
Roth kwam van 2015 tot 2017 uit voor FC Ilves. In 2018 vertrok ze naar HJK Helsinki. Roth werd in 2019 met de club uit de Finse hoofdstad landskampioen van de Kansallinen Liiga. Ook won ze de Finse beker. In 2022 verliet ze HJK en nam ze een pauze van het voetbal in de Verenigde Staten. In 2023 keerde ze terug bij HJK Helsinki. Vanaf het seizoen 2024 was ze aanvoerder van de club. Dat seizoen leidde ze haar ploeg naar het kampioenschap en bekerwinst.

## Statistieken
| Seizoen | Club         | Land    | Competitie        | Wedstrijden | Doelpunten |
| ------- | ------------ | ------- | ----------------- | ----------- | ---------- |
| 2017    | FC Ilves     | Finland | Kansallinen Liiga | 3           | 3          |
| 2019    | HJK Helsinki | Finland | Kansallinen Liiga | 21          | 0          |
| 2020    | HJK Helsinki | Finland | Kansallinen Liiga | 18          | 1          |
| 2021    | HJK Helsinki | Finland | Kansallinen Liiga | 23          | 4          |
| 2023    | HJK Helsinki | Finland | Kansallinen Liiga | 21          | 0          |
| 2024    | HJK Helsinki | Finland | Kansallinen Liiga | 24          | 2          |
| 2025    | HJK Helsinki | Finland | Kansallinen Liiga | 7           | 1          |
| Totaal  | Totaal       | Totaal  | Totaal            | 117         | 11         |

Bijgewerkt t/m 3 juli 2025.

## Interlandcarrière
Roth maakte haar debuut voor Finland in mei 2025 door in de basis te starten in een Nations League wedstrijd tegen Wit-Rusland.
De daaropvolgende wedstrijd tegen Servië had ze opnieuw een basisplaats.
Roth werd opgenomen in de Finse selectie voor op het EK 2025 in Zwitserland.